# Aguilares (Teksas)
Aguilares – jednostka osadnicza w Stanach Zjednoczonych, w stanie Teksas, w hrabstwie Webb.